# スクリーンショット

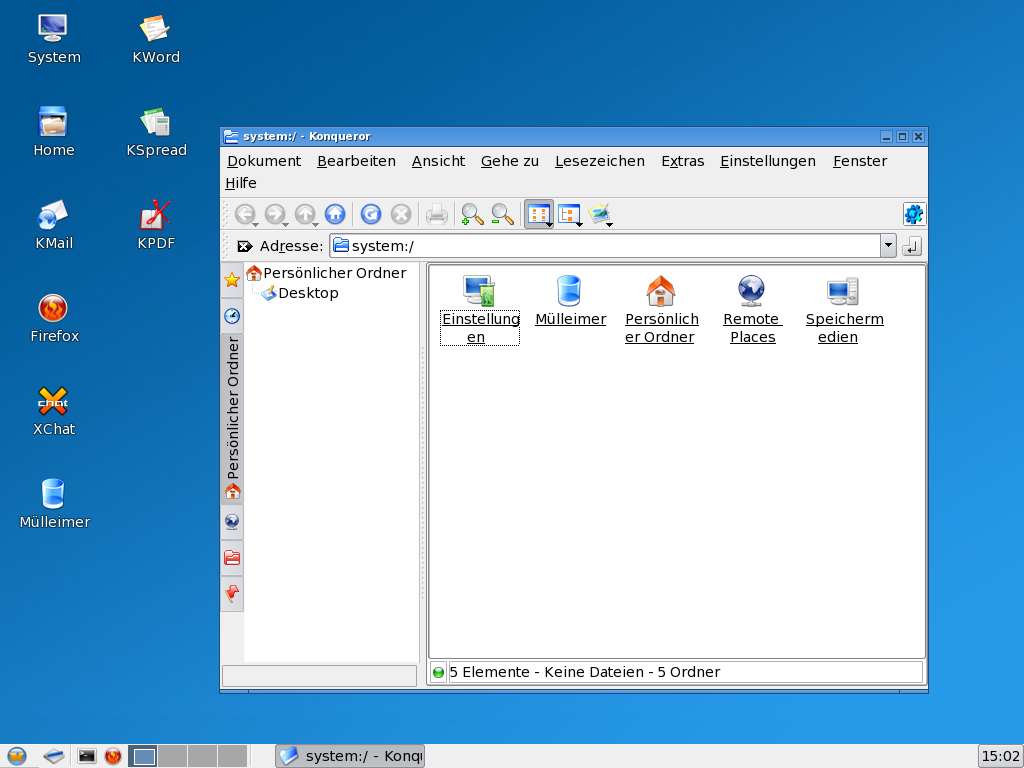
デスクトップのスクリーンショットの例

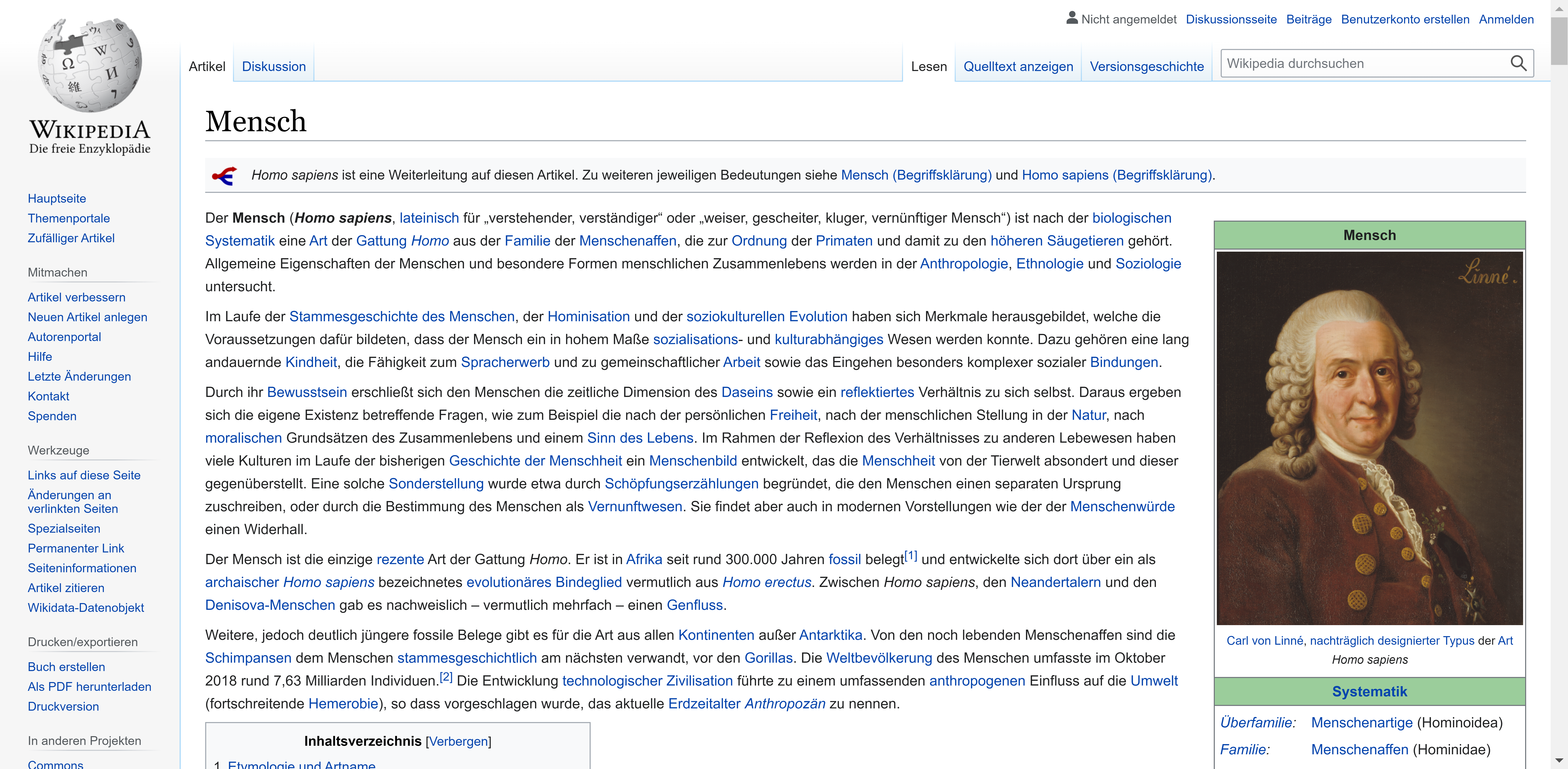
ウィキペディアを閲覧している画面のスクリーンショットの例

スクリーンショット、スクリーンキャプチャ、スクリーンダンプとは、コンピュータのディスプレイの画面に表示されている内容を、そのまま画像データとして取得する操作、および、そのようにして取得された画像データ、画像ファイル。略して、スクショとも呼ばれる。動画の場合は「画面キャプチャ」も参照。

## 概要
スクリーンショットを得る方法
基本的には、OSの「スクリーンショット機能」を利用して行われる。ショートカット・キーの組み合わせで、デスクトップ全体、ひとつのアプリケーション画面だけ、範囲を指定して、などさまざまな撮り方を選択できることが一般的である（各OSにおけるスクリーンショットのとりかたは「#各OSのスクリーンショットの撮影方法」の節で詳しく解説する）。
またアプリケーションソフトにスクリーンショット機能がついている場合はそれが利用してとる方法もある。
スクリーンショットの使用目的
スクリーンショットは画面の表示を記録したり、後で何かに利用する必要がある場合に用いられる。たとえばソフトウェアのマニュアル（取扱説明書）を作成するとき、コンピュータのユーザが画面上の様子をほかのユーザーに示すとき、システムの動作に不具合が生じたときにシステムに起きている状況を記録し、後で（コンピュータやOSのメーカーのサポート担当者などに対して）起きたことを説明するために使われることもある。
類義語と意味の違い
以下の四語はほぼ同じ意味の言葉として用いられるが、以下のように区別する場合もある。
- スクリーンショット（screenshot） - BMP、PNG、JPEGなどの汎用フォーマットでディスプレイ上の表示を記録したデータ。
- スナップショット（snapshot） - スクリーンショットと同義であるが、ある時点のシステム内部の首尾一貫したデータという意味もある。
- スクリーンダンプ（screen dump） - XWD（英語版）（X Window Dump）などによって一時的に取得された内部的なデータ。
- スクリーンキャプチャ（screen capture） - 画面の変化を動画として記録したデータ。

## 歴史
スクリーンショットが普及する以前は、ゲームプログラムの良し悪しは書かれた特徴（売り文句）を参考に判断するしかなかった。1970年代を皮切りに、スクリーンショットがコンピューターゲームの紹介・販促として使われるようになり、ゲームプレイヤーは自身がプレイするときの様子を思い描くことができるようになった。しかし、中には低解像度なプラットフォームのソフトウェアにもかかわらず、より細密な上位機種の画像を用いるなど、判断材料にならないものもあった。たとえば Commodore64 のゲームソフトのスクリーンショットとして、上位機種であるCommodoreAmigaバージョンの画像が使われることがあった。これは消費者からの苦情により、メーカー側はどちらのバージョンの画像かを明示するようになった。
ホビーパソコンが「マイコン」と呼ばれていた1980年（昭和55年）ごろには、スクリーンショットもしくはスクリーンショットを印刷することを指して「ハードコピー」と呼んでいた。この語は元来、コンピューター上のデータを紙などコンピューターなしで人間が利用できる物理的な媒体に記録・複製すること、またはそのようにしてできた印刷物などを指す用語である（これに対し、電子データのままの複製を「ソフトコピー」と呼ぶ）。したがって、画面表示の一部または全部を紙に印刷すること（印刷したもの）はハードコピーの一種であるといえるが、元来の意味において、画像データとして保存したものはそうではない。「画面表示の印刷」と「ハードコピー」とは次第に同義に扱われるようになり、さらに、厳密にはソフトコピーにあたる「画像データとしてのスクリーンショット」のこともハードコピーと呼ぶようになっている。なお、原語の英語ではこうした混用は生じておらず、hard copyという語はあくまでも紙などに出力した複製を指す。
1990年代になると、ゲーム機の演算によって描かれる動画ではなく、予め高性能なCGワークステーションで動画として作成されたプレレンダリングの動画がゲームの節目でのイベントシーンとして使用されるようになった。この映像を用いてあたかも操作画面のスクリーンショットのような形で紹介されることもあり、実際の操作画面との落差で消費者を惑わすこととなった。これも同じように消費者からの苦情により、レビューでのスクリーンショットの用い方を改善させることとなり、「ゲームプレイ中の画面」などの注釈表示がなされるようになった。
今日でも、ゲームソフトはもとより、さまざまなアプリケーションプログラムのダウンロードサイトにもグラフィカルなスクリーンショットが用いられ、購入時の判断材料となっている。

## 各OSのスクリーンショットの撮影方法

### Microsoft Windows
⎙ PrintScreenキーを押すことで画面全体のスクリーンショットを撮影し、クリップボードに格納する。また、SystemRequestキー、つまり、AltキーとPrint Screenキーを同時に押すこと（⎇ Alt+⎙ PrintScreen）で現在のアクティブウィンドウのみを撮影することができる。
ただし、ノートパソコンやタブレットPCの機種によっては Fn+⎙ PrtSc、⇧ Shift+⎙ PrtSc、Ctrl+⎙ PrtSc、⊞ Winのホームボタン+ボリュームを下げるボタンなどの場合もある。この方法で撮影したスクリーンショットにマウスポインタは含まれない。通常はクリップボードに格納されるのみで保存はされないため、保存するにはOSに付属の「ペイント」などに取り込む必要がある。
Windows XP などでは、ビデオオーバーレイの関連で、Windows Media Player（確認したのはVer.11）の動画から目的のスクリーンショットを⎙ PrintScreenキーを用いて取り込みしても肝心な画像が真っ黒な画像状態で表示される。回避策として簡単な方法としては、PC内にあるほかのビデオオーバーレイを使うアプリケーションプログラム（例：WinDVDなど）を使って事前に適当な動画を再生をしておき、実行すると動画の静止画像の取り込みが可能になるなどの手法がある。
なお、アプリケーションプログラム自体に、動画の静止画像を取り込む機能が備わっている場合もある。
オンラインゲームなどの中には、特定の操作でスクリーンショットを撮影し、自動的に指定されたフォルダに画像データとして保存する機能を持つものもある。OSに備えられた撮影機能では使い勝手がいいとは言えず、スクリーンショットを自動的に撮影・加工・保存するためのユーティリティソフトが多く作成されている。
OneDriveにも、スクリーンショットを自動的にOneDrive内に保存する機能がある。
Windows Vista以降では、Snipping Toolというスクリーンショット撮影用のユーティリティが標準で実装されており、指定したウィンドウや領域のスクリーンショットを容易に撮影することができる。DirectXやWindows Media Encoder APIなどにも対応。
Windows 8以降では、⊞ Win+⎙ PrtScキーを同時に押すことでスクリーンショットの撮影ができる。撮影した画像はピクチャ内の「スクリーンショット」フォルダーにPNG形式で保存される。

### macOS
コマンドキー、Shiftキー、3のキーを同時に押すこと（⌘ Cmd+⇧ Shift+3）で画面全体のスクリーンショットを撮影できる。また、コマンドキー、Shiftキー、4のキーを同時に押すこと（⌘ Cmd+⇧ Shift+4）で画面上の指定範囲のスクリーンショットを撮影できる。その後スペースキーを押すことで撮影するウィンドウを個別に選択することができる。
撮影された画像はデスクトップに保存されるが、Controlキーを押しながらこれらのショートカットキーを操作した場合はクリップボードに格納される。これらのショートカットはMac OS X以前のクラシックOSでも有効である。

### iOS
ホームボタンのある機種ではスリープボタンを押しながらホームボタン、ホームボタンのない機種ではサイドボタンを押しながら音量を上げるボタンを押すことでスクリーンショットが撮影できる。撮った画像は『カメラロール』（iOSで写真や動画が保管される場所）に保存されている。撮影後、一定期間が経つかユーザーがスワイプするまで左下にプレビューが表示され、タップすることで切り抜きやマークアップができる。

### Android
Androidスマートフォンおよびタブレットでは、バージョン3.0または2.3までの一部では電源ボタンとホームボタンを同時に押すことにより撮影できる。ただし3.0・2.3以前のバージョンではこの機能ができないものがある。バージョン4.0以降の多くの機種では、3.0・2.3以前からバージョンアップしたものも含め、電源ボタンとボリューム下を同時に押すことにより撮影できる。ただし、一部の機種ではボリューム下ボタン+電源ボタンの組み合わせではない、メーカーが独自に実装した例外も存在する。たとえば、画面最下部のナビゲーションバー（「戻る」「ホーム」「アプリ切替」の3個のアイコン）をスライドさせて、スクショ実行ボタンを含むサブナビゲーションバーを表示させる、ナビゲーションバーの「ホーム」と電源ボタンを同時に押すなどの方法である。

### Unix系やLinux

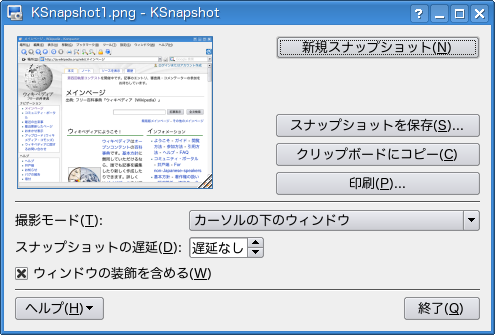
KSnapshot

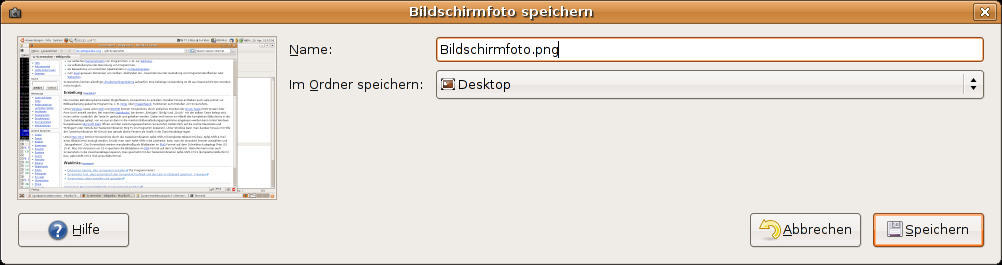
ドイツ語環境でGNOME 2.14.3を使っているUbuntu Linux 6.06 LTSでのgnome-screenshot

X Window System自体はデスクトップ環境ではなく非常に基本的なプログラムを含むだけなので、スクリーンショットをとる方法はプラットフォームによって大きく変わる。xwd(1)はX Window Systemでスクリーンショットを撮るもっとも「標準的な」方法ではあるものの、ほとんどの人は簡便性からバンドルされたほかのツールを使う。
- xwd X Window Systemを動作させているシステムでX Window Systemの画像をダンプするユーティリティはxwd(1)であり、xwdはXWD画像を作る。たとえば、hoge.xwdという名前のファイルでスクリーンショットを得るには以下のようにする。

```
$ xwd -root > hoge.xwd
```

- KSnapshotはKDEでスクリーンショットをとる標準のユーティリティである。KDEでは ⎙ PrintScreen キーを押すとKSnapshotが起動して画面全体のスクリーンショットをとるように設定されている。
- GNOME スクリーンショットはGNOMEでスクリーンショットを撮る標準のユーティリティである。

#### Ubuntu
Ubuntu日本語フォーラムの公式サイトの解説によると次のとおり。
- [Prt Scrn] ひとつで、デスクトップのスクリーンショット撮影。
- [Alt] + [Prt Scrn] で、ウィンドウのスクリーンショットを撮影。
- [Shift] + [Prt Scrn] で、選択領域のスクリーンショットを撮影。

## 動画のスクリーンキャプチャ

### Microsoft Windows
Windows 10やWindows 11では機能が強化され、スクリーンの動画のキャプチャも可能となった。
- [Windowsキー] + [G]で「操作パネル」が立ち上がる。
- 操作パネルにはボタンが並んでおり、その中の赤色の「●」のボタンを押せば録画を開始する[10]。

Windows 10より前の段階では、動画でのスクリーンショットを撮影するためにはBandicamなどのさまざまなアプリケーションソフトウェアが使われた。

### macOS
QuickTime Playerを起動し、「ファイル」メニューの「新規画面収録」を選択で撮ることができる。
スクリーンショットアプリケーションを起動するかコマンドキー、シフトキー、5のキーを同時に押すこと（⌘ Cmd+⇧ Shift+5）でも画面収録が可能。
なお、macOSでは内部音声は録音できない。

### iOS
iOS 11の場合、設定でコントロールセンターに「画面収録」アイコンを追加してから、アイコンをタップすることで撮れる。本体の音声に、マイクで音声を追加することもできる。録画は「写真」アプリに保存される。

### Android
次の手順で録画できる。
- 画面上部から下に2回スワイプ。
- スクリーンレコードアイコンをタップ。

（このアイコンを表示するために、右にスワイプすることが必要になる場合もある。 見つからない場合は、編集アイコンから編集をタップし、スクリーンレコードアイコンをクイック設定にドラッグ）
- 録画対象を選択して [開始] をタップ。

### Ubuntu
Ubuntuではスクリーン動画の撮影は「キャスト」と呼んでいる。
- Ctrl+Alt+Shift+Rを押すと、画面の録画を開始[9]。

（録画中は画面右上のインジケーター領域に赤丸が表示される）
- 録画中にもう一度Ctrl+Alt+Shift+Rを押すと、録画を停止[9]。

動画はホームフォルダーにある「ビデオフォルダー」に自動的に保存される。ファイル名は「Screencast」から始まり撮影日時が続く。

## インターネット上のスクリーンショット
LiveJournalやMSN メッセンジャーなどの、映画・テレビ番組やそのファンアート製作などに関するフォーラムのアイコンに関連する画像が使われるなど、スクリーンショットはポピュラーなものになりつつある。
なおスクリーンショットを撮影・投稿する機能を搭載したゲーム機やウェブサイト（Wii U、ニンテンドー3DSのMiiverse、PS4のシェアなど）も設立され、「非営利目的であること」「権利表記を明示すること」などの条件を満たせば、スクリーンショットや動画（リプレイ、実況プレイなど）の投稿も容認される例が増えつつあるが、パブリッシャー（制作・販売会社）や各タイトルでルール（企業とユーザの契約関係）が異なるため、詳しく調べる必要がある。特にストーリーが重視されるRPGやアドベンチャーゲームなどでは重大なネタバレになるシーン（RPGのラスボス戦、エンディングなど）の投稿を明確に禁止している場合もあり、これを無視すると著作権侵害などで訴えられ、高額の損害賠償を請求される恐れもある。

## 注意点

### ハードウェアオーバーレイ
ゲーム画面やメディアプレイヤー上の動画の撮影に失敗することがある。これはグラフィックカードなどのハードウェア上で描画された画像を重ね合わせるようにしてディスプレイに表示（ハードウェアオーバーレイ）しているためである。グラフィックカードなどのハードウェア上で描画された画像を抜き出して保存することはできない。
ただし、ハードウェアオーバーレイを無効にすることでパフォーマンスの低下と引き換えに解決できる可能性がある。昨今のコンピュータの多くはハードウェアオーバーレイを行わない（グラフィックカードを搭載していない）ため、OSはハードウェアオーバーレイが無効であっても正常に動作するよう設計されている。ハードウェアアクセラレータのスライダーを「なし」に設定することで無効となる。
DVDに収録された動画コンテンツなどでは、Content Scramble System（CSS）によって保護されており、通常の手段ではスクリーンショットとして画像データを抜き出すことができない。また、満足な性能のDVDプレイヤーはおおむねハードウェアオーバーレイでの再生方式となるため、先に述べた理由で撮影は難しい。

### データとしての保存
動画でのスクリーンショット撮影はコンピュータの操作方法などを手早く、また分かりやすく記録・表示するために有効な手段だが、得てしてファイルサイズが大きくなることと、撮影・再生時の処理能力不足によるコマ落ちが問題となる。
ディスプレイの描画は本来毎秒30フレームであるが、たいていの場合、単にデスクトップの動きを記録するのみならばこれほどの高フレームレートは必要なく、低フレームレートで撮影することで動画再生に必要な処理速度も抑えることができる。ただし個々の機器環境や処理能力によって状況は異なる。

## 著作権
コンピュータゲームのキャプチャや、漫画・アニメのキャラを描いた壁紙などを含むスクリーンショットを撮影して公開することは、そのプログラムおよびコンテンツの著作権を侵害することになる。これは The Trusted Computing Group（世界規模のコンピュータ事業者団体）からも提唱されている問題である。同団体ではプログラム的にスクリーンショットを撮影できないようにすることも可能としている。
また、日本にはフェアユースがないため、OS標準の壁紙や何らかのアイコンを含んだスクリーンショットですら著作権侵害となる。
2019年、文化審議会著作権分科会では無断で投稿された動画や静止画のスクリーンショットは違法の対象になると指摘した。
一部の電子書籍では、ネット上への画像のアップロードや印刷を防止するために、専用のビューアーを用いらせ、ビューアーにスクリーンショットを抑止する機能をつけている場合がある。
もっとも、これらの対策を施したとしても通常の手順でスクリーンショットが撮影できなくなるだけであり、何らかの手段を用いて回避される可能性はある。

### 撮影防止策の例
スクリーンショットの撮影を防止する策の例としては、⎙ PrintScreenそのものを無効化することで撮影不能にするものであり、市販のセキュリティ対策ソフトの機能の一つとして搭載されているのもある。
コナミが1996年（平成8年）～1997年（平成9年）に発売したゲーム『ときめきメモリアル』をテーマにしたデスクトップアクセサリー集（『きらめき宝石箱』他4作）では、起動時には常時クリップボードを監視し、⎙ PrintScreenの押下が検知された場合、クリップボードの内容を自動で別画像に置き換える機能が働き、スクリーンショットの撮影が不能となっている。

## セキュリティ
外部への持ち出しが禁止されている機密文書を、手っ取り早く持ち出す手段として「スクリーンショット」が用いられる場合がある。これは持ち出し禁止の文書ファイルについて、印刷やファイルの持ち出しが抑制がされている場合がある。しかし、スクリーンショットが「文書から画像へ変換」する役割を果たすため、「画像」にしてDropboxに接続するなどして、この規制をすり抜けようとするものである。このような意図的な手段のほか、暴露ウイルスなどによってスクリーンショットが撮られ、情報漏洩の原因となる場合がある。オンラインバンキングサービスを展開している三井住友信託銀行や三菱UFJ銀行などは、スクリーンショットも監視するインターネットバンキング専用セキュリティ対策ソフトとして「Rapport（ラポート）」を推奨している。Rapportはスクリーンショットを監視し、ボタンが押下された時点で利用者が意図した操作かどうかをポップアップウィンドウにて表示し、利用者に対しスクリーンショットを許すかどうかの確認を求めてくる。
また、コンサートなどのチケットを電子化する例もあるが、目視で確認するチケットそのもの、あるいは認証用のQRコードのスクリーンショットの複製と使い回しによる不正入場が問題となる。この問題に対しては、「チケットの表示ページに動く要素（アニメーション）を入れて、スクリーンショットと区別できるようにする」「一定時間ごとにQRコードを切り替え、スクリーンショットを無効化する」「チケットの認証後に画面を変化させる」などの対策が行われている。